# Freundel Stuart
Freundel Jerome Stuart (født 27. april 1951 i St. Philip) er en barbadisk jurist og politiker for partiet Democratic Labour Party (DLP). Han var premierminister i Barbados fra 23. oktober 2010 til 25. maj 2018.
Freundel arbejdede som lærer og underviste i spansk og historie før han påbegyndte studier i statsvidenskab og historie ved University of the West Indies' Cave Hill Campus, hvor han i 1975 fuldførte bachelorgraden. Senere studerede han retsvidenskab samme sted og aflagde i 1982 juridisk mastergrad, før han studerede videre ved Hugh Wooding Law School i Trinidad og Tobago. Fra 1984 arbejdede Freundel som advokat.
I 1970 blev Freundel medlem i Democratic Labour Party, hvor han nu er partileder. Freundel sad fra 1994 til 1999 i parlamentet og fra 2003 til 2007 i senatet. I 2008 blev han på ny valgt til parlamentets underhus. DLP dannede regering hvor Freundel blev justits- og indenrigsminister, samt vicepremierminister. Han overtog som premierminister da hans forgænger David Thompson døde.